# 北87線
北87線 坡內坑－彭厝，是位於新北市的一條鄉道，北起新北市樹林區坡內坑，南至新北市樹林區彭厝，全長2.906公里。本線編成後又遭育林國中與縱貫鐵路圍牆切割，部分路段需改道新建之復興路、八德街、中山路才得以銜接。本線重要性已為八德街取代。

## 路線說明
新北市
- 樹林區：坡內坑（起點，備內街164巷口）→ 備內街 → 太平路 → 彭厝（彭興里八德街路口）

## 歷史沿革
| 北87線歷史沿革 | 北87線歷史沿革                          | 北87線歷史沿革                                      |
| 年代           | 本編號沿革                              | 本路線沿革                                          |
| -------------- | --------------------------------------- | --------------------------------------------------- |
| 1961年         | 四汴頭－延寮坑0.597km                   | 大約以縱貫鐵路為分界，以北為北76線， 以南為北77線。 |
| 1976年         | 改編為後埔－內藤寮坑3.2km               | 全線編入北77線（2.9km）                             |
| 1983年         | 原北87線改編為北89線 北77線改編為北87線 | 原北87線改編為北89線 北77線改編為北87線             |

## 沿線地標、設施
- 海明寺
- 大安活動中心
- 育林國中
- 太平橋

## 交會公路
- 114線